# Aulacopris matthewsi
Aulacopris matthewsi là một loài bọ cánh cứng trong họ Bọ hung (Scarabaeidae).